# Pervomajsk (Luhansk)
Pervomajsk (ukrainsk: Первомайськ, russisk: Первомайск) er en indlandsby i Luhansk oblast, Ukraine, på den venstre bred af floden Luhan. Siden 2014 har byen været kontrolleret af den selvudråbte Luhansk Folkerepublik. I 2021 havde byen 36.311 indbyggere. Nordøst for Pervomaisk ligger anlæg for HVDC-linjen Volgograd-Donbass.

## Geografi
Mellem 2014 og 2022 gik adskillelseslinjen for styrkerne i Donbass gennem byens nordvestlige udkant.

## Demografi
Etnicitet i henhold til ukrainsk folketælling 2001:
- Ukrainere: 65,9 %
- Russere: 27,3 %
- Hviderussere: 1.1%

Modersmål ved folketællingen i 2001:
- Russisk: 71,2 %.
- Ukrainsk: 23,3 %
- Hviderussisk: 0.2%